# Гусев, Пётр Андреевич
 Пётр Андре́евич Гу́сев  (1904—1987) — русский советский балетный деятель, хореограф, танцовщик, педагог, балетный теоретик. Основатель балетного искусства Китая. Народный артист РСФСР (1984), профессор (1973).

## Биография

Галина Уланова (Мария) и Пётр Гусев (хан Гирей) в балете «Бахчисарайский фонтан», 1940-е годы

Родился 16 (29) декабря 1904 год. Окончил Петроградское хореографическое училище. В 1922 году дебютировал на сцене бывшего Мариинского театра.
Был первым исполнителем ведущих партий в балетах Фёдора Лопухова «Жар-Птица», «Ледяная дева», «Щелкунчик» и в экспериментальной постановке «Величие мироздания». Один из первых исполнителей партии Жерома в балете Василия Вайнонена «Пламя Парижа», Танцевал сольные партии в балетах Михаила Фокина «Шопениана» и «Египетские ночи». Также работал в Ленинградском Малом оперном театре, где исполнил главные роли в балетах «Светлый ручей» и «Тщетная предосторожность». Одновременно преподавал в балетном училище, совершенствуя балетную технику.
В 1935 году переехал в Москву, где стал ведущим солистом Большого театра. Танцевал с Галиной Улановой, Ольгой Лепешинской и Майей Плисецкой. 
В 1945—1950 годах — художественный руководитель Ленинградского театра оперы и балета имени С. М. Кирова.
В 1953 году на киностудии «Ленфильм» был снят фильм «Мастера русского балета», в который вошли фрагменты балетов «Бахчисарайский фонтан», «Пламя Парижа» и «Лебединое озеро». Пётр Гусев исполнил в этом фильме партию хана Гирея в «Бахчисарайском фонтане» (Мария — Галина Уланова, Зарема — Майя Плисецкая).
С 1950 по 1956 год — педагог МАМТ имени К. С. Станиславского и Вл. И. Немировича-Данченко. В этот период пишет ряд теоретических статей.
В 1952 году в Баку на сцене Азербайджанского театра оперы и балета имени М. Ф. Ахундова и в 1953 году в Ленинградском Малом театре оперы и балета поставил балет Кара Караева «Семь красавиц».
С 1958 по 1960 год Пётр Андреевич Гусев работал в Китае, где организовал балетный театр в Пекине, открыл хореографические училища в Шанхае и Чанчжоу, руководил курсами балетмейстеров. Поставил первые китайские балеты «Красавица рыбка» и «Наводнение».
В начале 1960-х годов был главным балетмейстером Новосибирского театра оперы и балета.
В 1966 году основал коллектив «Камерный балет» (впоследствии — труппа «Хореографические миниатюры» под руководством Л. В. Якобсона, ныне — Санкт-Петербургский государственный академический театр балета имени Леонида Якобсона).
В 1966—1983 — заведующий кафедрой балетмейстеров ЛГК имени Н. А. Римского-Корсакова, с 1973 года — профессор.
Его перу принадлежат многочисленные статьи, посвященные вопросам балетного театра и сохранения классического наследия.
Умер 30 марта 1987 года. Похоронен в Санкт-Петербурге на Красненьком кладбище.

## Фильмография
- 1953 — хан Гирей, «Мастера русского балета», фильм-балет Герберта Раппопорта.
- 1983 — Мариус Петипа, «Анна Павлова», художественный фильм Эмиля Лотяну.

## Награды и звания
- 02.06.1937 — Орден «Знак Почёта» — за выдающиеся заслуги в деле развития оперного и балетного искусства
- 1947 — Заслуженный артист РСФСР
- 1966 — Заслуженный деятель искусств РСФСР
- 1976 — Почётная грамота Президиума Верховного Совета РСФСР[2].
- 1984 — Народный артист РСФСР
- 1986 — Орден Трудового Красного Знамени